# 佩魯吉娜
佩魯吉娜，或佩魯賈食品工廠 (意大利語：Perugina)是一家意大利食品製造商。1907年诞生于意大利翁布里亚大区首府佩鲁贾，最初是一家专门生产巧克力的工匠作坊，后来在Buitoni家族的管理下成为一家著名的公司，有著名的產品Baci巧克力。
1968年与同名家族企业合并，成立了IBP-Industrie Buitoni Perugina集团。1988年，IBP被出售给瑞士雀巢公司，雀巢公司自2008年以来仅持有Perugina品牌，并于当日出售了Buitoni。
佩鲁吉娜的注册办事处自1988年以来一直位于米蘭，但生产工厂和巧克力学校位于佩鲁贾。